# Dode Emken Müller
Dode Emken Müller (* 17. Februar 1822 in Hohenkirchen; † 19. Januar 1896 in Oldenburg) war ein deutscher Militär- und Augenarzt.

## Leben und Karriere
Müller wurde als Sohn des Hofbesitzers Emken Müller und dessen Ehefrau geb. Christians geboren. Er besuchte das Mariengymnasium in Jever und studierte ab 1844 Medizin an den Universitäten Tübingen, Würzburg und Gießen. Dort promovierte er auch und setzte seine Ausbildung 1846 an verschiedenen Kliniken in Zürich fort.
1848 wurde er Militärarzt in Oldenburg sowie Assistenzarzt am dortigen Peter Friedrich Ludwigs Hospital. In den nächsten Jahren durchlief er die militärischen Dienstgrade bis zum Oberstabsarzt. Daneben war er im Krankenhaus tätig und betrieb auch eine freie Privatpraxis. 1851 wurde er vorübergehend in das zum Großherzogtum Oldenburg gehörende Fürstentum Birkenfeld abkommandiert.
Müller war fortschrittlich eingestellt und absolvierte eine spezielle Ausbildung in Augenheilkunde, die sich zu jener Zeit zu einer modernen medizinischen Wissenschaft entwickelte. Ab 1854 belegte er mehrfach Operationskurse bei Professor Albrecht von Graefe in Berlin. Somit war Müller mit den modernsten Behandlungstechniken seiner Zeit vertraut und war in der Lage, bereits Sehfeldkorrekturen mittels optischer Brillen durchzuführen. Er konzentrierte sich daraufhin fast ausschließlich auf die Augenheilkunde und wurde damit der erste Augenarzt moderner Ausbildung in Nordwestdeutschland. Doch auch auf anderen medizinischen Gebieten war Müller engagiert. Dies zeigten seine Tätigkeit als Mitarbeiter von Graefes Archiv für Ophthalmologie sowie als Mitherausgeber des Correspondenz-Blattes für Ärzte und Apotheker im Großherzogtum Oldenburg. 1867 wurde er zum Chefarzt der Militärabteilung des Peter Friedrich Ludwigs Hospitals ernannt, verlor die Position jedoch nach seiner Rückkehr aus dem Deutsch-Französischen Krieg 1873. Erst 1881 fand er eine neue militärische Aufgabe im neuen Lazarett an der Willersstraße in Oldenburg.
Seit 1873 war er auch Leibarzt der großherzoglichen Familie. 1894 wurde er zum preußischen Generalarzt 2. Klasse befördert und in den Ruhestand versetzt. Bei der Gründung des Evangelischen Krankenhauses in Oldenburg übernahm er dort nochmals die Stelle des Ersten Chefarztes, starb aber schon 1896 während einer Visite an plötzlichem Herzversagen.

## Familie
Müller war verheiratet mit Marie Christine Wilhelmine Müller, geb. Kaempff. Als sechstes Kind des Paares wurde 1861 der spätere Maler, Zeichner und Lithograf Paul Müller-Kaempff geboren.